# Mogens Falster Bielke
Mogens Andersen Falster Bielke til Bellinge eller blot Mogens Falster (død 4. januar 1571), landsdommer.
Han var søn af Anders Josephsen Bielke til Bellinge, men tog sin slægtsnavnet fra sin mor, Anna Jørgensdatter Falster.
Han var bror til Jørgen Andersen Falster i Horreby (død efter 1547) og Joseph Andersen Falster til Snöstorp og Bellinge (død 1562).
Mogens Falster fik i 1523 Helsingborg og Baadstad len, men måtte afstå det samme år til Tyge Krabbe, hvorefter han trak sig tilbage til sin fædrene gård Bellinge. I 1542 blev han landsdommer på Lolland og Falster og havde flere mindre len (Bregerup Hospital 1542, Gedser 1550-o. 1567 og Karleby og Grimmelstrup birker 1552-o. 1557). 
Han er med sine to hustruer, Ellen Jensdatter Rotfeldt, (død 1538) og Mette Henningsdatter Valkendorf, (død efter 1582), begravet i Sønder Kirkeby Kirke.